# Mitchell megye (Észak-Karolina)
Mitchell megye az Amerikai Egyesült Államokban, azon belül Észak-Karolina államban található. Megyeszékhelye Bakersville, legnagyobb városa Spruce Pine. Lakosainak száma 14 903 fő (2020. április 1.). Mitchell megye Carter, Avery, McDowell, Yancey és Unicoi megyékkel határos.

## Népesség
A megye népességének változása:
| Lakosok száma | 15 533 | 15 363 | 15 369 | 15 328 | 15 246 | 14 903 |
|               | 2010   | 2011   | 2012   | 2013   | 2015   | 2020   |